# Дело «Иран против США»
Дело «Исламская Республика Иран против Соединённых Штатов Америки» — исковое дело в Международном суде ООН (МС), касающееся т.н. «некоторых иранских активов» (англ. Certain Iranian Assets), поданное Ираном в 2016 году. В 2023 году МС частично удовлетворил иск.

## Обстоятельства дел
14 июня 2016 года, вскоре после того, как Верховный суд США вынес решение по делу Банка Маркази против Петерсона, Иран подал иск против США на основании нарушения Договора о дружбе, экономических отношениях и консульских правах (от 15 августа 1955 года, вступил в силу 16 июня 1957 года). В своём иске Иран потребовал разморозки и возврата почти $2 млрд активов, находящихся в США.
Основное внимание в деле было уделено активам, изъятым у Национального банка Ирана — Банка Маркази (англ. Bank Markazi). Эти средства были конфискованы в качестве компенсации жертвам теракта — взрыва в казарме морской пехоты в Бейруте в 1983 году, ответственность за который была возложена на Иран. В результате атаки погибли более 300 человек, многие, включая военнослужащих США, были ранены. Иран утверждал, что, среди прочего, США не предоставили ему и принадлежащим ему государственным компаниям, а также их имуществу, иммунитет, положенный суверенным государствам, и не признали юридическую обособленность этих компаний.

## Разбирательство
13 февраля 2019 года МС признал свою юрисдикцию по данному делу, отклонив большинство предварительных возражений, выдвинутых США, но приняв одно из них, которое один из комментаторов назвал «ключевым» — Суд согласился с аргументом США о том, что он не имеет юрисдикции рассматривать требования, основанные на международном праве государственного иммунитета. Из трёх юрисдикционных возражений, представленных США, МС отклонил одно, поддержал другое, а рассмотрение третьего отложил до стадии рассмотрения дела по существу.
14 октября 2019 года США подали контрмеморандум, 17 августа 2020 года Иран представил ответ, а 17 мая 2021 года США направили реплику. С 19 по 23 сентября 2022 года состоялись устные слушания, после чего Суд приступил к вынесению решения.

## Решение суда
30 марта 2023 года Суд вынес решение по существу. Суд постановил, что в данном конкретном случае он не может признать США виновными в нарушении Договора о дружбе, поскольку тот был денонсирован 3 октября 2018 года, а значит, Иран не может препятствовать распределению средств США. Тем не менее, Суд постановил, что Иран имеет право на компенсацию, и оставил сторонам 24 месяца с момента вынесения решения для согласования суммы. В случае, если страны не смогут договориться, то Суд возобновит рассмотрение дела по этому вопросу и сам примет решение о присуждении справедливой компенсации.
В своём заявлении после вынесения решения американская сторона назвала его «крупной победой», выразив лишь разочарование отдельными выводами, сделанными не в её пользу, и подчеркнула намерение продолжать добиваться привлечения Ирана к ответственности за «терроризм, поддерживаемый на государственном уровне». Тем не менее, иранская сторона также восприняла решение как победу и вскоре после этого подала новый иск против Канады по схожим основаниям.

## Последствия
Джаррод Хепберн (англ. Jarrod Hepburn), директор по исследованиям в юридической школе Мельбурна, в обзорной статье на решение Суда отмечает, что несмотря на то что Суд поддержал ряд аргументов Ирана по существу, итоговая победа в финансовом выражении оказалась значительно менее масштабной, чем рассчитывал истец. Это связано прежде всего с тем, что Суд исключил из-под договорной защиты активы иранского Центробанка на миллиарды долларов. Ограниченный успех также остаётся под сомнением, учитывая, что США и ранее не исполняли неблагоприятные для них решения Международного суда.
Несмотря на собственную историю игнорирования решениями Суда, Иран в настоящее время признал его обязательную юрисдикцию на основании статьи 36(2) Статута, что, возможно, объясняется стратегическими соображениями. Хепберн указывает, что данный шаг может позволить Ирану в будущем опираться на нормы обычного международного права, в том числе касающиеся иммунитета государств, в рамках разбирательства против Канады. В этом контексте дело «Некоторые иранские активы» стало для Тегерана инструментом, позволяющим привлечь внимание к действиям США и укрепить свою позицию на международной арене, которая воспринимается как менее подверженная влиянию США.
В своей статье Хепберн указывает, что решение по делу имеет значение и для другого, всё ещё рассматриваемого в МС иска Ирана против США, связанного с санкциями, введёнными после выхода США из Совместного всеобъемлющего плана действий (ядерной сделки) в 2018 году. В обоих делах фигурируют схожие положения Договора о дружбе, включая стандарт справедливого и равноправного отношения, а также оговорку о защите жизненно важных интересов безопасности.
Хепберн отмечает, что процесс в Международном суде продемонстрировал его уязвимости как механизма разрешения имущественных и экономических споров. Почти семь лет ушло на вынесение решения по существу, и если не будет достигнуто мировое соглашение между США и Ираном, то на определение суммы компенсации может потребоваться ещё не менее трёх лет. Это делает разбирательства в МС значительно более затянутыми по сравнению с инвестиционным арбитражем, где средняя продолжительность процесса составляет около четырёх лет. Дополнительное время в деле Ирана объяснялось также необходимостью предварительного исчерпания национальных средств правовой защиты компаниями-истцами — обязательства, которого не существует в рамках большинства арбитражных механизмов по инвестиционным соглашениям.
В заключении Хепберн констатирует, что кроме одного практического вывода о недостатках Суда как площадки для экономических споров, само решение оставило без ответа многие ключевые вопросы инвестиционного и международного права. Суд, в частности, не дал оценки правомерности санкционных программ США и других стран вне рамок конкретных договоров. Также вне его рассмотрения, по причинам юрисдикционного характера, осталась заявляемая США и Канадой возможность исключений из принципа государственного иммунитета в делах, связанных с терроризмом.